# Холи Лејк Ранч (Тексас)
Холи Лејк Ранч (енгл. Holly Lake Ranch) насељено је место без административног статуса у америчкој савезној држави Тексас.

## Демографија
По попису из 2010. године број становника је 2.774.
| Група             | 2000.    | 2010.         |
| Белци             | 0 (0,0%) | 2.645 (95,3%) |
| Афроамериканци    | 0 (0,0%) | 19 (0,7%)     |
| Азијати           | 0 (0,0%) | 11 (0,4%)     |
| Хиспаноамериканци | 0 (0,0%) | 70 (2,5%)     |
| Укупно            | 0        | 2.774         |